# Bašibozuk
Bašibozuk (tur. başıbozuk, oštećena/pokvarena glava, u značenju bez vođe) bio je pripadnik neregularnih pješačkih i konjičkih vojnih snaga Otomanskog Carstva. 